# Taquara (kommun)
Taquara är en kommun i Brasilien.   Den ligger i delstaten Rio Grande do Sul, i den södra delen av landet, 1 600 km söder om huvudstaden Brasília. Antalet invånare är 54 656. Arean är 480 kvadratkilometer.
Terrängen i Taquara är varierad.
Följande samhällen finns i Taquara:
- Taquara

Omgivningarna runt Taquara är huvudsakligen savann. Runt Taquara är det glesbefolkat, med 20 invånare per kvadratkilometer.